# Битва при Магилье
В битве при Магилье (11 июня 1812 года) британская кавалерийская бригада во главе с генерал-майором Джоном Слейдом атаковала французскую кавалерийскую бригаду примерно того же размера под командованием бригадного генерала Шарля Лаллемана. Поначалу британские драгуны добились успеха, разгромив французских драгунов и захватив часть из них в плен. Но затем британские солдаты увлеклись безрассудной погоней за противником, во время которой боевой строй был полностью нарушен. В конце концов, британцев атаковал резервный эскадрон, за которым последовали основные французские силы. Ситуация кардинально поменялась, и теперь уже французские драгуны преследовали британцев, пока лошади обеих сторон не выдохлись. Сражение происходило во время Пиренейской войны, недалеко от Магилья, Испания, на расстоянии 17 км к северо-востоку от Льерены.
Столкновение произошло во время противостояния в Эстремадуре между корпусом союзников под командованием Роланда Хилла и французским корпусом во главе с Жан-Батистом Друэ, графом д’Эрлоном. В начале июня 1812 года Хилл начал наступление на более слабые силы д’Эрлона. В Магилье Слейд столкнулся с бригадой Лаллемана и был разбит. Тем не менее, продвижение Хилла продолжалось, пока д’Эрлон не получил подкрепление. Хилл отступил на хорошо укреплённые позиции, и д’Эрлон не рискнул атаковать его. Наконец, Хилл продвинулся снова, но не стал настаивать на битве. 22 июля 1812 года северней произошла битва при Саламанке, в которой союзники одержали убедительную победу. Это событие окончательно заставило французов покинуть Андалусию и Эстремадуру.

## Предыстория
6 апреля 1812 года осада Бадахоса закончилась тем, что англо-португальская армия под командованием Артура Уэлсли, графа Веллингтона, штурмом захватила крепость. Все 5 тыс. человек из французско-гессенского гарнизона были убиты или захвачены в плен, в то время как союзники потеряли 4100 человек. Взятие Бадахоса открыло основной путь для вторжения из Португалии в Испанию. В 1812 году Наполеон был больше озабочен своим предстоящим вторжением в Россию, поэтому передал управление в Испании своему брату королю Жозефу Бонапарту и маршалу Жан-Батисту Журдану. В мае 1812 года в Испании насчитывалось 230 тыс. французских войск, что Наполеон считал достаточным. Однако половина от этого общего количества была связана восточней Мадрида. Армия Юга маршала Никола Жана де Дьё Сульта имела один корпус, участвовавший в осаде Кадиса, второй корпус под руководством д’Эрлона следил за Бадахосом, а остальные оккупировали Андалусию. На севере в Португальской армии маршала Огюста Мармона было 52 тыс. человек, но за вычетом гарнизонов были доступны только 35 тыс. человек. У Жозефа и Журдана было 18 тыс. солдат в центральном резерве под Мадридом.
В мае 1812 года Хилл провел успешный рейд, который привел к битве при Алмарасе и разрушению французского моста через реку Тахо. Это ограничивало французское сообщение между Мармоном и Сультом мостом в Толедо. Тем временем британские инженеры во главе с Генри Стёрджена восстановили разрушенный Алькантарский мост; это позволило союзникам перебросить войска между северным и южным секторами на две недели быстрее, чем французы. Веллингтон перевёл 48 тыс. военнослужащих в северный сектор, чтобы действовать против Мармона, оставив 18 тыс. Хиллу для противостояния корпусу д’Эрлона. У Хилла была британская 2-я пехотная дивизия, португальская дивизия Джона Гамильтона, три португальских пехотных полка в Бадахосе, а также две британские и одна португальская кавалерийские бригады под командованием сэра Уильяма Эрскина. Под командованием Хилла было около 7500 британцев и 11 тыс. португальцев. Кроме того, у него было 4 тыс. испанцев под руководством Конде де Пенне Виллемура и Пабло Морильо.
Д’Эрлон возглавлял корпус из 12 тыс. французских солдат, в составе которого были пехотные дивизии д’Эрлона и Огюстен Даррико и кавалерийские бригады Франсуа Антуана Лаллемана и Андре Тома Перремона. Дивизия Д’Эрлона находилось в Асуага и Фуэнте-Обехуне, в то время как дивизия Даррико стояла далеко на севере в Саламеа-де-ла-Серена. Веллингтон хотел предотвратить подход армии д’Эрлона на помощь к Мармону. Британский командующий планировал, что Хилл и испанский лидер Франсиско Бальестерос должны были угрожать армии Сульта с разных сторон. Если бы французы попытались нажать на Хилл, Бальестерос двинулся бы против Севильи. Если же французы сконцентрировались, чтобы разбить Бальестероса, Хилл должен был начать наступление. Однако Бальестерос перемещался слишком быстро. Испанец решил напасть на 4500 солдат Николя Франсуа Конру. 1 июня 1812 года во второй битве при Борносе солдаты Конру были застигнуты врасплох, но собрались с силами и оттеснили 8500 испанских солдат. Испанцы потеряли 1500 человек и четыре пушки. Французские потери составляли 400—600 человек.

## Сражение
Услышав новости о битве при Борносе, Сульт послал шесть пехотных батальонов и два кавалерийских полка, чтобы помочь выследить Бальестероса. Это заставило испанского генерала и его солдат укрыться под защитой пушек Гибралтара. Сульт хотел разбить Бальестероса или захватить Тарифу, но когда Хилл начал наступление, французскому маршалу пришлось отказаться от своих планов. 7 июня Хилл перенес свою штаб-квартиру в Фуэнте-дель-Маэстре, а 9 июня — в Сафру. 11 июня, во время рекогносцировки, испанская кавалерия Виллемура двигалась из Льерены в сторону Асуага, в то время как бригада Слейда двигалась из Льеры в сторону Магильи. Через несколько часов бригада Слейда начала натыкаться на аванпосты французских драгун, которые были отброшены. Вскоре после этого британские драгуны столкнулись с основной частью бригады Лаллемана, расположенной в боевом порядке.

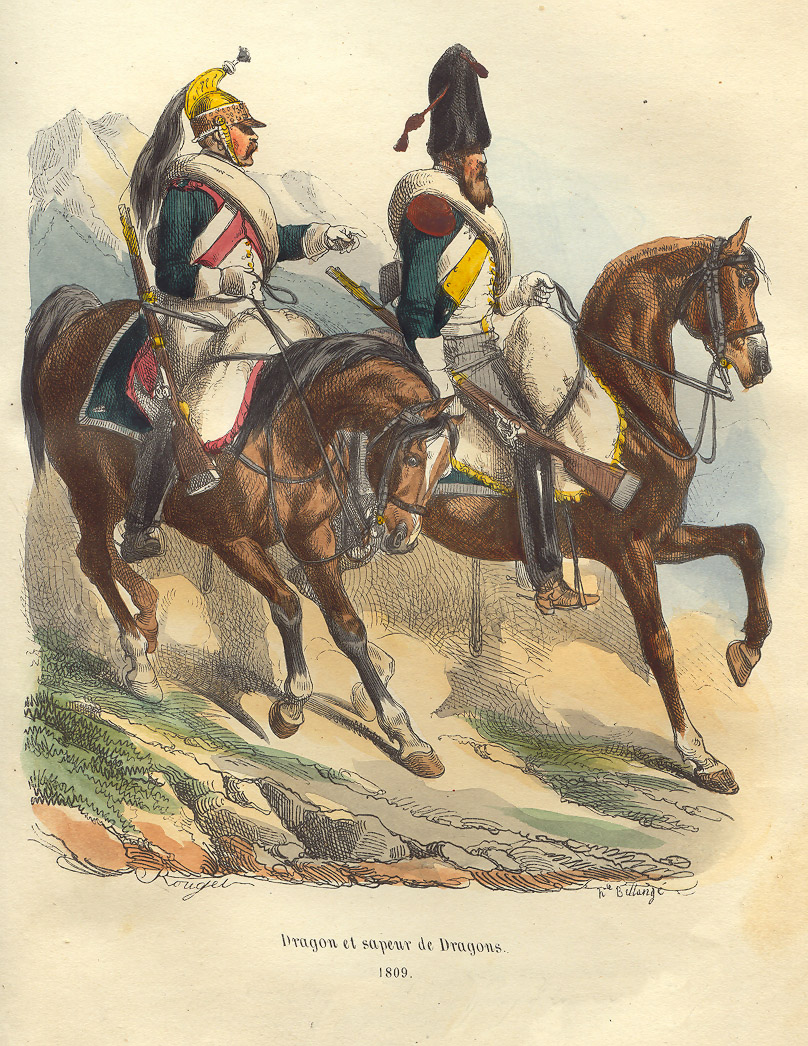
Французские драгуны

Бригада Лаллемана численностью примерно 700 человек состояла из 17-го и 27-го драгунских полков. У Слейд было около 700 сабель из 1-го Королевского драгунского и 3-го Драгунского гвардейских полков. Возможно, британцы имели небольшое численное преимущество. Лаллеман отступил на окраину Магильи, где решил принять бой. Слейд немедленно приказал атаковать, с 1-м драгунским в первом эшелоне и 3-ми гвардейским во втором. Французские драгуны были полностью разбиты, а англичане захватили около 100 пленных. Вместо того, чтобы перестроить свою бригаду, Слейд бросился вслед за убегающими французами, «каждый полк соперничал с другим, каждый старался отличаться больше всех», как он позже с гордостью говорил.
Безрассудное преследование продолжалось несколько миль за Магильей. Внезапно среди британских драгунов раздался крик: «Посмотрите направо!» Лаллеман держал в запасе эскадрилью, и теперь эта маленькая, но компактная группа врезалась в беспорядочную толпу британских всадников. Видя этот внезапный поворот событий, в бой вступила основная часть драгунов Лаллемана, заставив их отступить. Вскоре отступление превратилось в паническое бегство, продолжавшееся несколько километров, несмотря на призывы Слейда и его офицеров. Бегство закончилось около Валенсии-де-лас-Торрес, деревни примерно в 6 километрах от Магилья, когда лошади обеих сторон окончательно выдохлись. Слейд наконец собрал своих выживших всадников и ушёл за Льеру.
Британцы потеряли 22 убитых, 26 раненых и 118 пленных, большинство из которых были ранены. Лаллеман сообщил, что потерял 51 человека убитыми и ранеными, включая одного убитого офицера и четырёх раненых. Большинство французов, которые были захвачены в начале сражения, сбежали. Несмотря на свое поражение, Слейд сообщил:
Ничто не может превзойти ту доблесть, которую демонстрировали сегодня и офицеры, и солдаты, среди которых отличались полковники Кэлкрафт и Клинтон, командовавшие двумя полками, а также все остальные офицеры.

## Комментарий
Это был не единственный случай, когда кавалерия Веллингтона выходила из-под контроля. В качестве примеров историк Чарльз Оман приводит действия 20-го лёгкого драгунского эскадрона в битве при Вимейру, 23-го лёгкого драгунского битве при Талавере, и 13-го лёгкого драгунского в битве при Кампу-Майор. После битвы крайне раздосадованный Веллингтон писал Хиллу:
Ничто так не раздражает меня, как поступок Слейда, и я полностью согласен с вами в необходимости расследовать его. Наши кавалерийские офицеры овладели единственным манёвром — сначала нападать на всё подряд, а затем убегать так же быстро, как они до этого наступали на врага. Они никогда не обдумывают своих действий, не задумаются о манёврах перед врагом — такое ощущение, что они умеют совершать манёвры только в парке Уимблдон-Коммон; и когда они используют своё оружие так, как оно должно быть использовано, то есть для нападения, то они никогда не обеспечивают себе резерв… Королевский эскадрон и 3-я драгунская гвардия были лучшими кавалерийскими полками нашей страны, и меня особенно раздражает, что с ними случилось такое несчастье. Я не удивляюсь тому, что французы хвастаются этим: это самый большой удар, который они нам нанесли.

## Итог

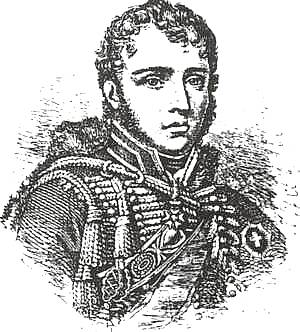
Шарль Лаллеман

Сражение в Магилье никак не повлияло на ведущуюся кампанию. д’Эрлон отступил перед наступающими силами Хилла, отправив сообщение Сульту, что его 6 тыс. человек окружены 30 тыс. союзников. По сути, д’Эрлон даже не посчитал силы Даррико, которые находились под его командованием. Он полагал, что корпус Хилла включает 7-ю пехотную дивизию, которая на самом деле была с Веллингтоном на севере. Сульт, который приписывал Хиллу более реалистичные цифры (15 тыс. англо-португальцев и 5 тыс. испанцев), послал д’Эрлону пехотную дивизию в 6 тыс. человек под командованием Пьера Барруа и кавалерийскую дивизию под командованием Пьер-Бенуа Сульта в 2200 сабель. Сульт приказал д’Эрлону принудить Хилла вступить в бой или, по крайней мере, не дать ему отправить подкрепление Веллингтону. Барруа покинул Севилью 16 июня и присоединился к отряду д’Эрлона 19 июня в Бьенвениде. Со своей собственной дивизией и дивизией Даррико д’Эрлон теперь имел около 18 тыс. солдат.
Когда Хилл услышал о подходе Барруа, он удалился на старое поле битвы возле Ла-Альбуеры. 19 тыс. англо-португальцев прибыли туда 21 июня и укрепились. Хилл ожидал нападения, потому что союзники перехватили сообщения от короля Жозефа с требованием, чтобы д’Эрлон напал на врага. На самом деле Сульт обычно игнорировал указания Мадрида, а его подчинённый выдумывал отговорки, чтобы не подчиняться приказам Жозефа. С 21 июня по 2 июля противники стояли неподвижно, лицом друг к другу. Англо-португальским солдатам пришлось терпеть зловоние от сотен плохо закопанных трупов, оставшихся после битвы при Ла-Албуэре в прошлом году. 1 июля Пьер Сульт провёл кавалерийскую разведку позиции союзников; бригада Жозефа де Спарра заняла позицию справа, бригада Жильбера Жюлиана Вино в центре, а бригада Лаллемана слева. Лаллеман разгромил конницу Виллемура из Санта-Марты с существенными потерями. Две другие бригады столкнулись с кавалерийским заслоном союзников. Д’Эрлон сообщил Сульту, что у Хилла 25 тыс. пехотинцев, 3 тыс. кавалеристов и много орудий; он полагал, что атаковать было бы безрассудно.
2 июля Хилл начал наступление. Он ожидал сражения под Фуэнте-дель-Местре 4 июля, но французы отошли, когда их левый фланг оказался под угрозой. 7 июля д’Эрлон оставил сильную позицию в Валенсия-де-лас-Торрес, когда Хилл снова повернул свой левый фланг. В этот момент д’Эрлон находился в Асуаге, и обе армии находились на тех же позициях, что и 19 июня, прежде чем Хилл отошёл в Ла-Альбуэру. Французский командующий отправил Даррико в Саламею с конницей Вино и Спарра. 27 июля кавалерия Вино совершила набег на Мериду, где взяли запас продовольствия. Любопытно, что и Хилл, и д’Эрлон были удовлетворены тем, что сдерживали врага. Сульт получил известие о поражении Мармона в битве при Саламанке 12 августа. Вскоре началось отступление из Андалусии. 26 августа Хилл обнаружил, что позиции д’Эрлона пусты. Хилл не преследовал противника, поскольку Веллингтон призвал его присоединиться к основной армии союзников. Д’Эрлон присоединился к главной колонне Сульта в Кордове 30 августа. Вскоре юг Испании был свободен от французской оккупации.